# Michele Merlo
Michele Merlo (Casaleone, provincia de Verona, 7 de agosto de 1984) es un ciclista italiano.

## Trayectoria
Fue contratado como profesional por Claudio Corti en el Barloworld, equipo italo-británico, debutando así en esta categoría en 2009. Consiguió su primera victoria como profesional en el Tour de Gran Bretaña haciéndolo, además, en un escenario de prestigio: la meta del parque The Mall londinense. Para la temporada 2010, el Footon-Servetto, de categoría UCI ProTour le contrató, dando así el salto al profesionalismo de primer nivel.

## Palmarés
2008
- Coppa San Geo

2009
- 1 etapa de la Vuelta a Gran Bretaña

2013
- 1 etapa de la Vuelta al Táchira
- 1 etapa del Tour de Kumano

## Resultados en Grandes Vueltas
| Carrera | Carrera         | 2009 | 2010 | 2011 | 2012 | 2013 |
| ------- | --------------- | ---- | ---- | ---- | ---- | ---- |
|         | Giro de Italia  | —    | Ab.  | —    | —    | —    |
|         | Tour de Francia | —    | —    | —    | —    | —    |
|         | Vuelta a España | —    | —    | —    | —    | —    |

—: no participa
Ab.: abandono

## Equipos
- Barloworld (2009)
- Footon-Servetto (2010)
- De Rosa-Ceramica Flaminia (2011)
- WIT (2012)
- Vini Fantini (2013)